# 切蘭加尼山
1°16′02″N 35°29′59″E / 1.26719°N 35.49962°E
切蘭加尼山是肯尼亞的山脈，位於該國西部西波克特郡，處於該國首都奈洛比西北部300公里，每年平均降雨量1,603毫米，最高點萊薩蒂馬山海拔高度3,530米。